# Masone

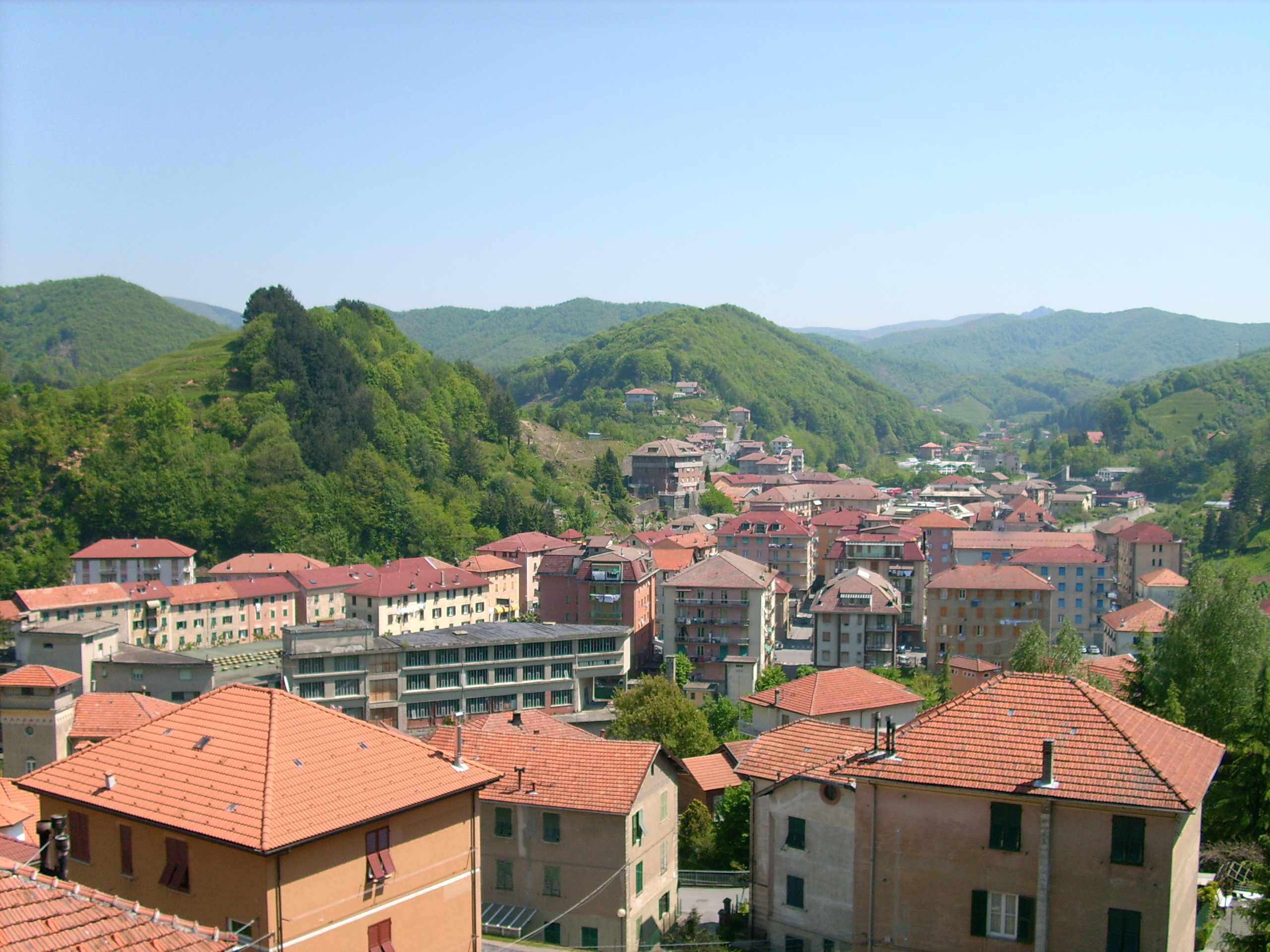

Masone (ligurisch Mazun, Mazzon oder Mason) ist eine italienische Gemeinde in der Metropolitanstadt Genua mit 3310 Einwohnern (Stand 31. Dezember 2023).

## Geographie
Masone ist ein wichtiges Zentrum im Tal Stura und bildet mit weiteren drei ligurischen Kommunen die Berggemeinde Valli Stura e Orba. Das Gemeindeland liegt im Naturpark Beigua.
Die Gemeinde liegt auf der nördlichen Seite des Ligurischen Apennin, der in diesem Abschnitt sehr nah an die Küste des Ligurischen Meers herankommt. Der Ortsteil Cappelletta befindet sich dabei praktisch auf Höhe des Bergkamms in Richtung des Bric del Dente, hinter dem die Parkgrenzen des Naturparks Beigua liegen.
Das kommunale Zentrum von Masone ist in zwei Teile getrennt. Das historische Zentrum (auch Paese vecchio genannt) liegt auf den Südhängen eines kleinen Hügels (432 Meter), auf dem bis zur ersten Hälfte des 18. Jahrhunderts die Burg Spinola stand. Dieser Stadthügel erhebt sich an der linken (orografischen) Seite des Baches Stura.
In den ersten Jahrzehnten des 19. Jahrhunderts wurde ein zweites Gemeindezentrum (das Paese nuovo) in einer Schwemmlandebene (391 Meter) errichtet. Diese Ebene befindet sich talwärts beim Zusammenfluss der beiden Bäche Stura und Vezzulla auf der rechten Seite des ersteren.
Nach der italienischen Klassifizierung bezüglich seismischer Aktivität wurde Masone der Zone 4 zugeordnet. Das bedeutet, dass sich die Gemeinde in einer seismisch unbedenklichen Zone befindet.

## Söhne und Töchter
- Giacomo Guido Ottonello (* 1946), römisch-katholischer Geistlicher, Erzbischof und Diplomat des Heiligen Stuhls